# Корибанты
Корибанты (др.-греч. Κορύβαντες) — название мифических предшественников жрецов Кибелы или Реи во Фригии, в диком воодушевлении, с музыкой и танцами, отправлявших служение великой матери богов. Они — сыновья Аполлона и музы Талии или сыновья Аполлона и Коры-Персефоны. По родосцам, это некие демоны — дети Афины и Гелиоса. Либо они — дети Крона, либо дети Зевса и Каллиопы, тождественные Кабирам. Либо титаны дали Рее корибантов, прибывших из Бактрианы или Колхиды, либо с Эвбеи. Овидий в «Метаморфозах» пишет, что корибанты были рождены из дождевой воды: таким образом, Уран (небо) оплодотворил Гею (землю).
Рея во Фригии научила их пляске. На Крите корибантов называли куретами. Они танцевали обнажёнными, с щитом и в шлеме, и подчас доходили до того же неистовства, что и жрицы-вакханки — менады. Их изображение — на рельефе в храме.
По сакральному мифу, корибанты убили своего третьего брата и принесли на медном щите к подножью Олимпа: из его крови вырос сельдерей. Два брата, взяв корзину с фаллосом Диониса, доставили её в Этрурию и поселились там. К одному из корибантов, «двусущему», превращённому по воле Део-Деметры в змея, обращён XXXIX орфический гимн.

## Список корибантов
- Акмон. Корибант, участник индийского похода Диониса[11]. Состязался в метании диска на играх по Офельту[12].
- Дамней. Корибант, участник индийского похода Диониса[11].
- Деант. Фригиец, брат корибанта Акмона. См. Малая Азия в древнегреческой мифологии.
- Идей. Один из корибантов, участник индийского похода Диониса[13].
- Кирбант. См. Мифы Крита.
- Комба (мать корибантов). См. Мифы Евбеи.
- Корибант. См. Малая Азия в древнегреческой мифологии.
- Мелиссей. Один из корибантов, участник индийского похода[13]. Состязался в кулачном бою в играх по Офельту[14], также в метании диска[15].
- Мимант. Один из корибантов[11].
- Окифой (Окитоос, «быстрый»). Корибант[16], охранял Зевса[17]. Состязался в беге на играх по Офельту[18].
- Пиррих. По версии, корибант. См. Мифы Крита.
- Примней. Корибант, участник индийского похода[19].
- Сатрап. По Павсанию, прозвище Корибанта. Статуя перенесена из Самика в Элиду[20].
- Сок. Отец семи корибантов[21]. Свергнут Кекропом[22].